# Istmo de Chignecto
El istmo de Chignecto (en inglés: Isthmus of Chignecto, en francés: Isthme de Chignectou) es un istmo que conecta la península de Nueva Escocia con la parte continental de América del Norte, que bordea las provincias marítimas de Nuevo Brunswick y Nueva Escocia.
El istmo separa las aguas de la bahía de Chignecto, una subcuenca de la bahía de Fundy, de las de bahía Verte, una subcuenca del estrecho de Northumberland, que es un brazo del golfo de San Lorenzo. El istmo se extiende desde su punta norte, en un área en el valle del río Petitcodiac cerca de la ciudad de Dieppe, a su punto más al sur en una zona cercana a la ciudad de Amherst. En su punto más angosto entre Amherst y Tidnish, el istmo mide 24 kilómetros de ancho. Debido a su posición estratégica, ha sido importante escenario de enfrentamientos armados a través de gran parte de su historia.

## Geografía
La mayoría de las tierras del istmo tienen poca elevación sobre el nivel del mar; una gran parte comprende las marismas Tantramar, así como ríos mareales, llanuras mareales, pantanos de agua dulce tierra adentro, pantanos costeros de agua salada y bosque mixto. Varias crestas prominentes se elevan por encima de las tierras bajas y pantanosas circundantes a lo largo de la ribera de la bahía de Fundy, es decir, la Fort Lawrence Ridge (Nueva Escocia), la cordillera Aulac, la cordillera Sackville, y la cordillera Memramcook (en Nuevo Brunswick).
En contraste con la línea de costa de la bahía de Fundy, en el oeste, la costa del estrecho de Northumberland, en el este, está en gran parte forestada, con estuarios mareales serpenteantes, como el río Tidnish que se adentran en el interior. El punto más estrecho en la costa de Northumberland está frente a la cuenca Cumberland, en Baie Verte. Si el nivel del mar subiera unos 12 metros, el istmo se inundaría, lo que haría efectivamente que la parte continental de Nueva Escocia se convirtiese en una isla.

## Transporte
El istmo de Chignecto es un paso clave en el desarrollo del transporte terrestre en la región, siendo ya atravesado desde el siglo XVII por caminos militares franceses, y después británicos, hasta alcanzar las marismas Tantramar que luego seguían a lo largo de estratégicas crestas .
En 1872, el Ferrocarril Intercolonial de Canadá construyó una línea principal entre Halifax y Moncton, cruzando la parte sur del istmo. Se bordeó la orilla de la bahía de Fundy mientras cruzaba los pantanos Tantramar entre Amherst y Sackville, Nuevo Brunswick .
En 1886, fue construido una línea de ferrocarril desde Sackville a través del istmo hasta Port Elgin y luego al cabo Tormentine. Este último era un puerto para el servicio de un ferry que cruzaba el estrecho de Northumberland. En 1917, la Canadian National Railway estableció un servicio de transbordador ferroviario hasta la isla del Príncipe Eduardo para conectar con la Prince Edward Island Railway..
A mediados de la década de 1880, el istmo fue también el sitio de uno de los primeros mega-proyectos canadienses: la construcción de un ferrocarril desde el puerto de Amherst en el estrecho de Northumberland en Tidnish para transportar carga pequeños y los buques de pasaje. Este ferrocarril para buques nunca fue éxito operacional, y la construcción fue abandonada poco antes de su finalización.
En la década de 1950, mientras estaba en construcción la vía marítima del San Lorenzo, un grupo de industriales y políticos de las provincias marítimas pidió que se construyese un canal Chignecto como un acceso directo para los buques oceánicos que viajasen entre Saint John y los puertos estadounidense de los Grandes Lagos, que evitarían así rodear Nueva Escocia. El proyecto nunca avanzó más allá de la etapa de estudio.
A principios de la década de 1960, fue construida en el istmo la carretera transcanadiense que conecta Nueva Escocia con la isla del Príncipe Eduardo. La Ruta 2, en Nuevo Brunswick, y la Highway 104, en Nueva Escocia, se construyeron paralelas al trazado de la Canadian National Railway. Esta carretera interprovincial pasó a ser una autopista de 4 carriles en la década de 1990. La ruta 16, en Nuevo Brunswick, fue construido a partir de un intercambio con la Ruta 2 en Aulac hasta la terminal del ferry en el cabo Tormentine; fue modificada posteriormente en 1997, para conectar con el puente de la Confederación en el cabo Jourimain.

## Historia
Los primeros asentamientos europeos en el istmo fueron franceses. Antes del control británico de la actual península de Nueva Escocia (después de 1713), el istmo fue la localización de una creciente comunidad agrícola acadiana, Beaubassin. El istmo se convirtió en la histórica línea divisoria entre la colonia británica de la Nueva Escocia y el territorio francés. Las fuerzas militares francesas establecieron en 1749 Fort Beausejour, en la colina de Aulac, en respuesta a la construcción británica de un puesto de avanzada llamado Fort Lawrence, en la cresta inmediatamente al este. Entre estas dos cordilleras existí una corriente mareal, el río Missaquash, que Francia aceptó generalmente como frontera entre ambos territorios, a pesar ambas potencias nunca habían decidido y acordado un límite oficial. Francia también construyó Fort Gaspereau en las orillas del estrecho de Northumberland para controlar efectivamente los viajes en el istmo.